# Vallée Javot
La Vallée Javot est un affluent de la Seine. Elle prend sa source à Villeneuve-les-Bordes et se jette dans la Seine à la limite des communes de Fontaine-le-Port et d'Héricy.

## Communes traversées
En Seine-et-Marne
Villeneuve-les-Bordes ~ Coutencon ~ Laval-en-Brie ~ Échouboulains ~ Valence-en-Brie ~ Pamfou ~ Machault ~ Féricy ~ Héricy ~ Fontaine-le-Port ~ Samois-sur-Seine.

## Autres toponymes
- ru de la Gaudine.

## Affluents
- Le ru de la Putte Muce à Valence-en-Brie et mesure 1,5 km
- Le ru Jouannet entre Valence-en-Brie et Pamfou et mesure 1,2 km
- Le ru des Caves à Pamfou et mesure 1,3 km
- Le ru de la Fontaines entre Féricy et Héricy et mesure 0,9 km